# Leptotaenia
Leptotaenia là chi thực vật có hoa trong họ Apiaceae.